# Kominy Tylkowe (hala)

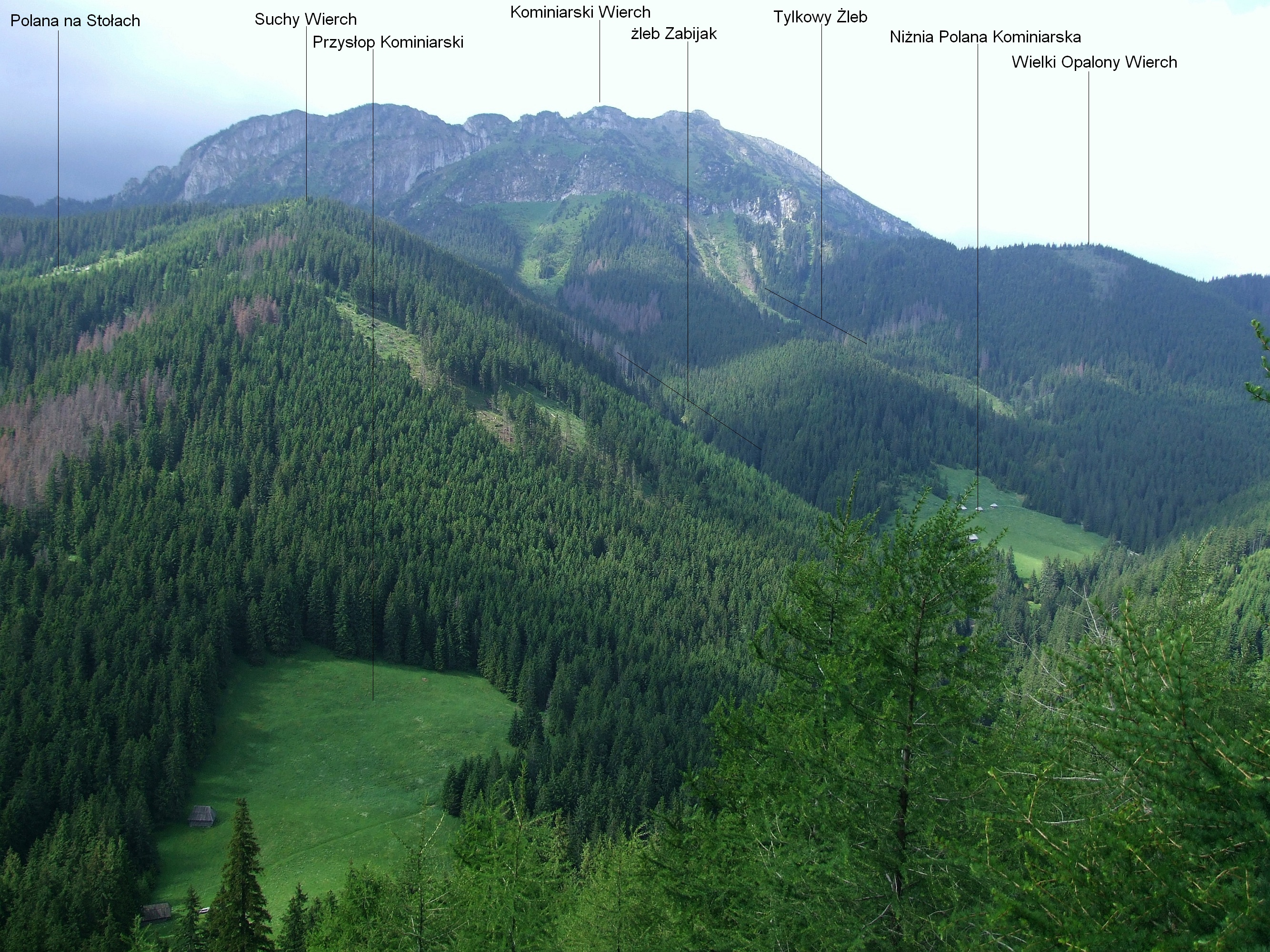
Tereny dawnej Hali Kominy Tylkowe

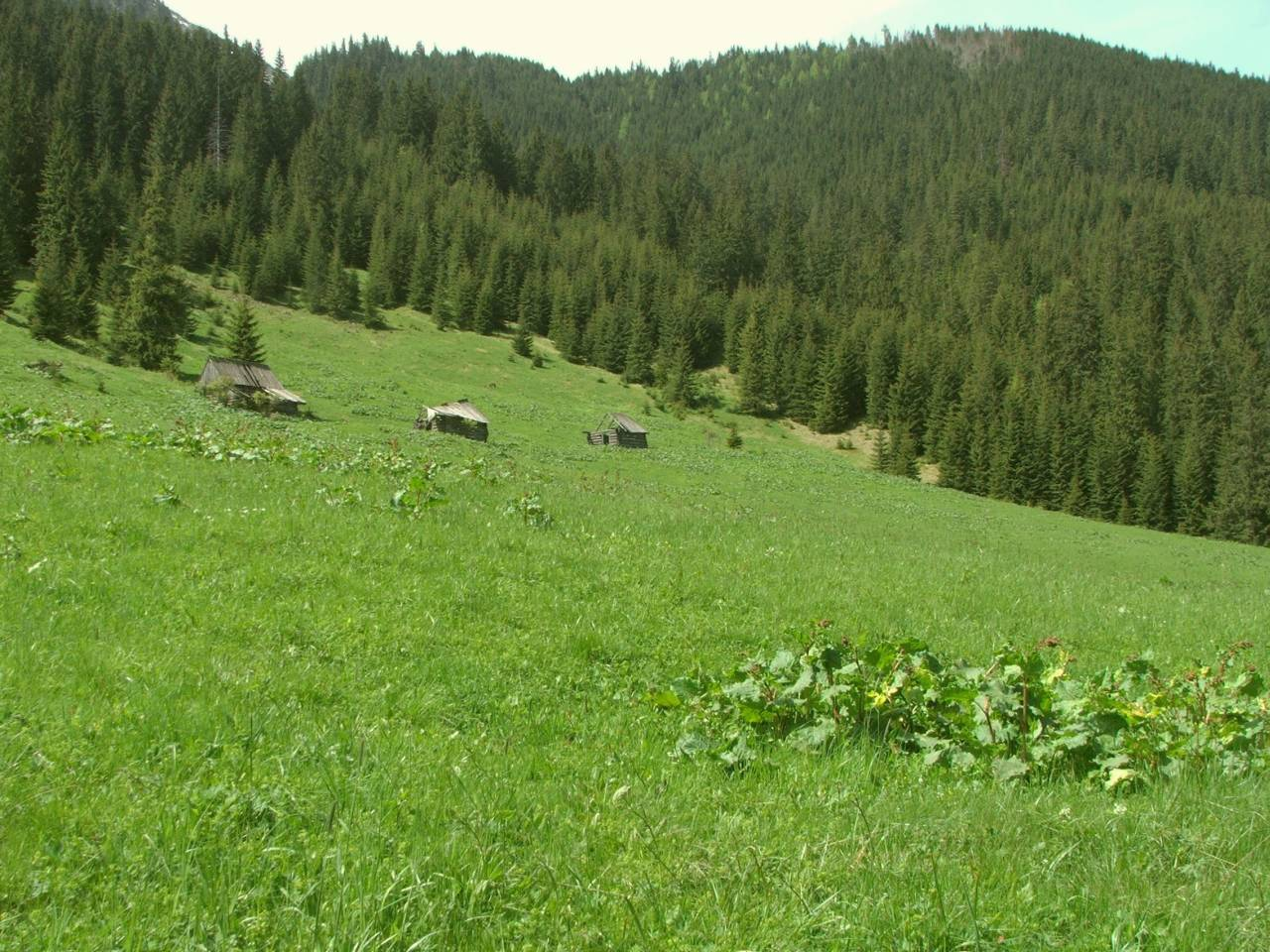
Niżnia Polana Kominiarska

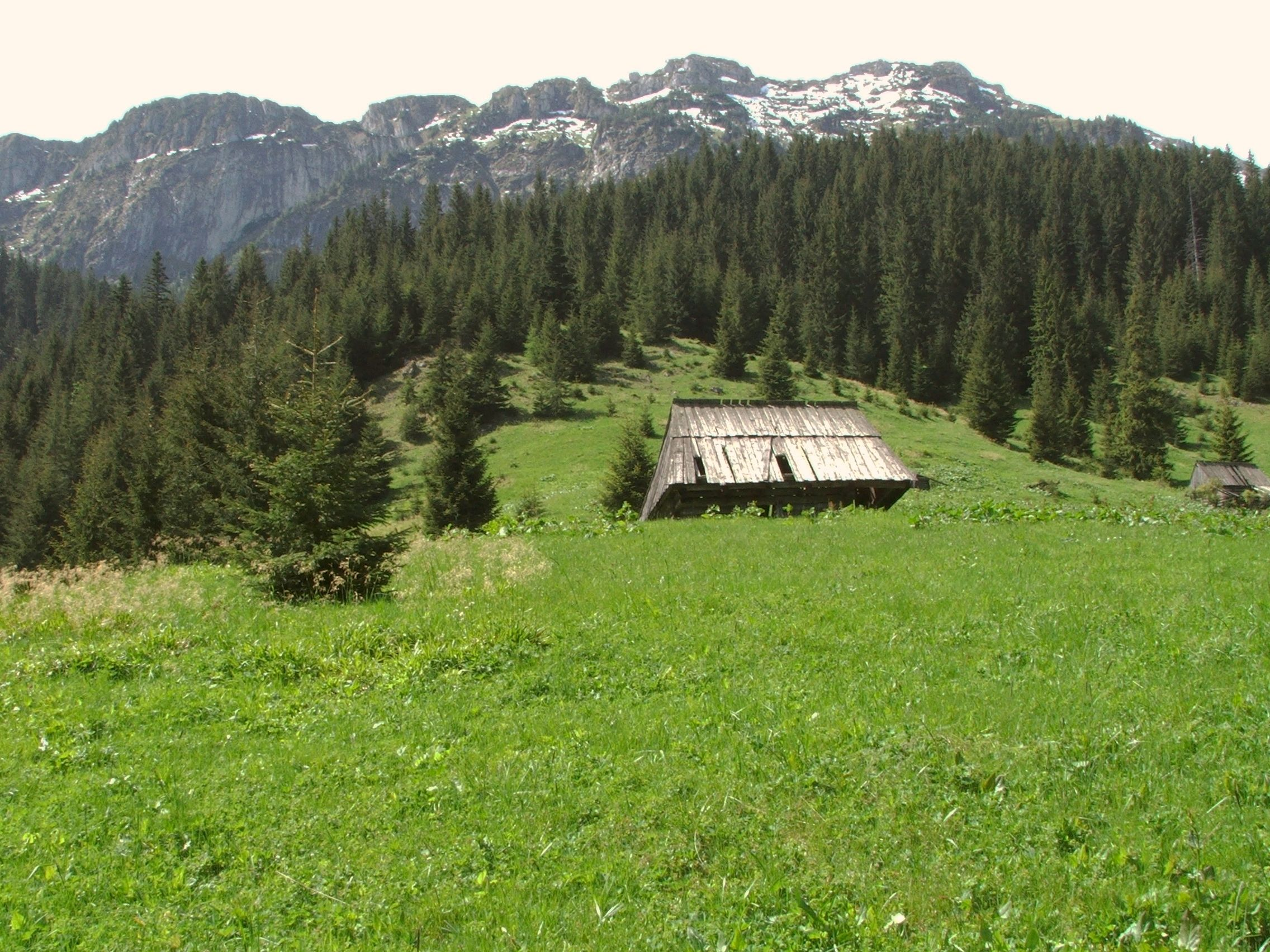
Niżnia Polana Kominiarska i Kominiarski Wierch

Hala Kominy Tylkowe – dawna hala pomiędzy Doliną Kościeliską i Doliną Chochołowską, a ponad Doliną Lejową w Tatrach Zachodnich. Znajduje się na północnych stokach Kominiarskiego Wierchu, pomiędzy zboczami Stołów, Diablińca i Wielkiego Opalonego Wierchu. Należały do niej Wyżnia i Niżnia Polana Kominiarska, Przysłop Kominiarski oraz Kominiarska Rówień i Kominiarska Polanka. Według górali nazwa hali pochodzi od nazwiska jednego z pierwszych jej właścicieli (Tylka) oraz od występujących podobno w niej turni i dziur podobnych do kominów. Szałasy stały na Przysłopie Kominiarskim oraz na Niżniej Polanie Kominiarskiej.
Jej łączny obszar wynosił 62,97 ha, z czego na właściwe pastwiska przypadało tylko 4 ha, resztę stanowił las (41,55 ha) i nieużytki (17,42 ha). Powierzchnia serwitutów wynosiła 141,88 ha. W 1960 r. wypasano na niej 278 owiec (tzw. przeliczeniowych). Hala w większości leżała na stromych i bardzo stromych północnych stokach. Jej wartość użytkowa była niewielka. Wypasano nie tylko na pastwiskach i halach, ale również w przyległym lesie i na nieużytkach obejmujących stromizny Kominiarskiego Wierchu, aż pod sam jego wierzchołek, a również na jego rozległym płaskim wierzchołku zwanym przez pasterzy Pustą Równią. Ulegała niszczeniu rzadka i cenna roślinność. Na wapiennych skałach Kominiarskiego Wierchu rośnie bowiem m.in. szarotka alpejska, fiołek alpejski, różeniec górski, pierwiosnek łyszczak, dębik ośmiopłatkowy, wiele gatunków skalnic i goryczek. Śladami po dawnych koszarach są kępy wysokiego i bujnego szczawiu alpejskiego zachwaszczającego polany. Obecnie teren ten stanowi własność Wspólnoty Leśnej Uprawnionych Ośmiu Wsi z siedzibą w Witowie. Na terenie dawnej hali znajduje się wiele jaskiń, w tym trzecia pod względem głębokości jaskinia Polski – Bańdzioch Kominiarski. Dawno już zaprzestano wypasu na znacznej części hali, szczególnie w górnych partiach Kominiarskiego Wierchu, wskutek czego hala zarosła lasem. Charakter polany zachowują jeszcze Niżnia Polana Kominiarska i polana Przysłop Kominiarski, na których nadal odbywa się wypas kulturowy.

## Szlaki turystyczne
– znakowana czarno Ścieżka nad Reglami z Cudakowej Polany w Dolinie Kościeliskiej przez Przysłop Kominiarski, Niżnią Kominiarską Polanę i Kominiarską Przełęcz do Doliny Chochołowskiej.
- Czas przejścia z Doliny Kościeliskiej na Niżnią Kominiarską Polanę: 40 min, z powrotem 30 min
- Czas przejścia z polany do Doliny Chochołowskiej: 1:20 h, z powrotem 1:35 h